# マイク・ルソー
マイク・ルソー（Mike Russow、1976年11月9日 - ）は、アメリカ合衆国の男性総合格闘家。イリノイ州カンカキー出身。チーム・デスクラッチ所属。
シカゴ市警察に勤める現役の警察官である。

## 来歴
高校時代はレスリングでイリノイ州王者となり、ジュニアカレッジではオールアメリカンに選出された。アメリカンフットボールでもイリノイ州高校オールスターに選抜されている。
1998年4月、総合格闘技デビュー。
2007年2月24日、PRIDE初参戦となったPRIDE.33でセルゲイ・ハリトーノフと対戦し、腕ひしぎ十字固めで一本負けを喫した。
2007年12月31日、やれんのか! 大晦日! 2007でローマン・ゼンツォフと対戦し、前方裸絞めで一本勝ちを収めた。
2008年6月14日、Adrenaline MMA旗揚げ興行のメインイベントでジェイソン・グイダと対戦し、ギロチンチョークで一本勝ち。

### UFC
2009年8月29日、UFC初参戦となったUFC 102でジャスティン・マッコーリーと対戦し、3-0の判定勝ちを収めた。
2010年5月29日、UFC 114でトッド・ダフィーと対戦し、2Rまでは劣勢に立たされるも3Rに右ストレートでKO勝ち。ノックアウト・オブ・ザ・ナイトを受賞した。
2012年6月23日、UFC 147でファブリシオ・ヴェウドゥムと対戦し、パウンドでTKO負けを喫した。
2013年1月26日、UFC on FOX 6でショーン・ジョーダンと対戦し、パウンドでTKO負け。2連敗となりUFCからリリースされた。
2013年10月6日、WSOFと契約したが、1試合も出場することなく引退した。

## 戦績
| 総合格闘技 戦績 | 総合格闘技 戦績 | 総合格闘技 戦績 | 総合格闘技 戦績 | 総合格闘技 戦績 | 総合格闘技 戦績 | 総合格闘技 戦績 |
| --------------- | --------------- | --------------- | --------------- | --------------- | --------------- | --------------- |
| 19 試合         | (T)KO           | 一本            | 判定            | その他          | 引き分け        | 無効試合        |
| 15 勝           | 4               | 8               | 3               | 0               | 0               | 1               |
| 3 敗            | 2               | 1               | 0               | 0               | 0               | 1               |

| 勝敗 | 対戦相手                   | 試合結果                            | 大会名                              | 開催年月日     |
| ×    | ショーン・ジョーダン       | 2R 3:48 TKO（バックマウントパンチ） | UFC on FOX 6: Johnson vs. Dodson    | 2013年1月26日  |
| ×    | ファブリシオ・ヴェウドゥム | 1R 2:28 TKO（右アッパー→パウンド）  | UFC 147: Silva vs. Franklin 2       | 2012年6月23日  |
| ○    | ユノラフ・エイネモ         | 5分3R終了 判定3-0                   | UFC on FOX 2: Evans vs. Davis       | 2012年1月28日  |
| ○    | ジョン・マドセン           | 2R終了時 TKO（ドクターストップ）    | UFC Fight Night: Nogueira vs. Davis | 2011年3月26日  |
| ○    | トッド・ダフィー           | 3R 2:32 KO（右ストレート）          | UFC 114: Rampage vs. Evans          | 2010年5月29日  |
| ○    | ジャスティン・マッコーリー | 5分3R終了 判定3-0                   | UFC 102: Couture vs. Nogueira       | 2009年8月29日  |
| ○    | ブランドン・バイス         | 1R 1:13 ノースサウスチョーク        | Adrenaline MMA 2                    | 2008年12月11日 |
| ○    | ジェイソン・グイダ         | 1R 2:13 ギロチンチョーク            | Adrenaline MMA 1                    | 2008年6月14日  |
| ○    | ローマン・ゼンツォフ       | 1R 2:58 ノースサウスチョーク        | やれんのか! 大晦日! 2007            | 2007年12月31日 |
| ○    | スティーブ・キャンベル     | 2R 4:32 チョークスリーパー          | XFO 21                              | 2007年12月1日  |
| ○    | パトリック・ハーモン       | 1R 2:10 KO                          | Bourbon Street Brawl 4              | 2007年7月25日  |
| ○    | デミアン・デコラ           | 1R 2:54 チキンウィングアームロック  | XFO 18                              | 2007年6月30日  |
| ○    | スコット・ハーパー         | 1R 0:32 V1アームロック              | XFO 16                              | 2007年5月5日   |
| ×    | セルゲイ・ハリトーノフ     | 1R 3:46 腕ひしぎ十字固め            | PRIDE.33 "THE SECOND COMING"        | 2007年2月24日  |
| ○    | スティーブ・コンケル       | 1R チョークスリーパー               | Bourbon Street Brawl 2              | 2007年1月24日  |
| ○    | クリス・ハリソン           | 1R 1:11 V1アームロック              | XFO 14                              | 2006年12月9日  |
| ○    | ブランドン・クィグリー     | 1R 0:18 KO（パンチ）                | Combat: Do Fighting Challenge 7     | 2006年4月22日  |
| －   | エド・メイヤー             | 1R 無効試合                         | Combat: Do Fighting Challenge 6     | 2006年2月25日  |
| ○    | ネイト・シュローダー       | 5分3R終了 判定3-0                   | Jeet Kune Do Challenge 2            | 1998年4月25日  |

## 表彰
- UFC ノックアウト・オブ・ザ・ナイト（1回）